# نعمت‌الله قاضی
نعمت‌الله قاضی سیاست‌مدار ایرانی بود، که در دوره بیست و چهارم مجلس شورای ملی به عنوان نماینده گرگان از استان گلستان در مجلس شورای ملی حضور داشت.